# Список дипломатических миссий Малайзии

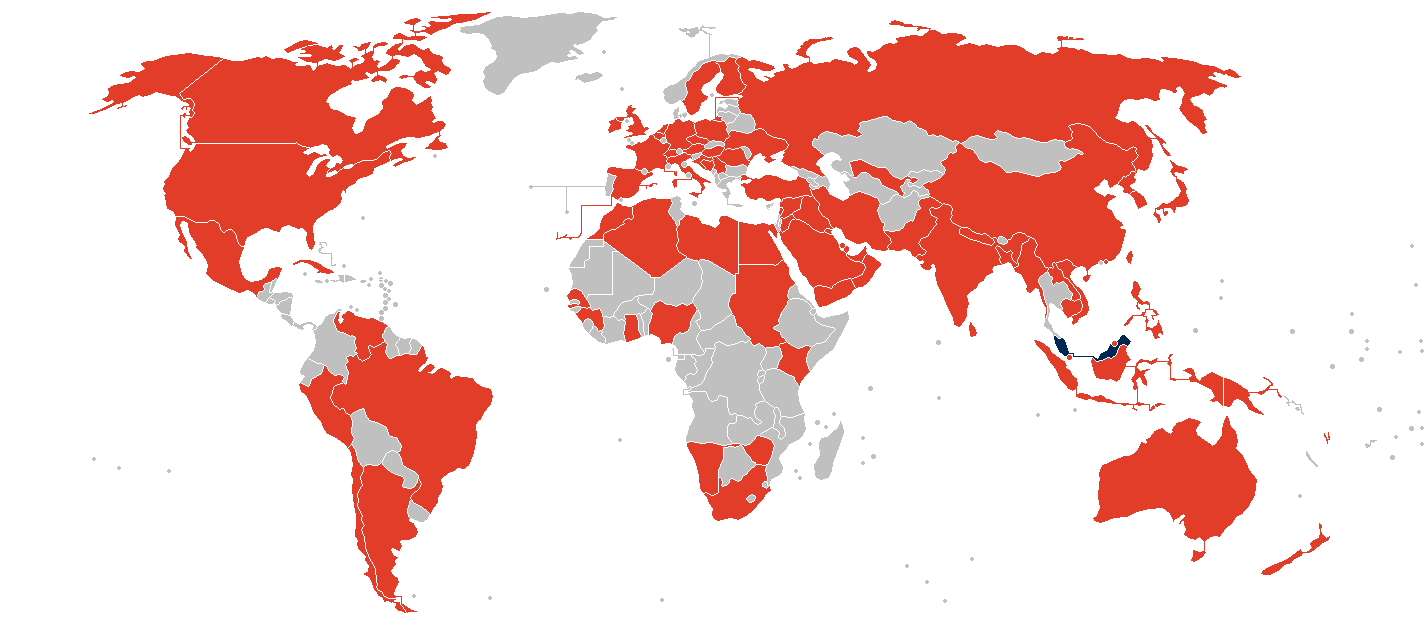

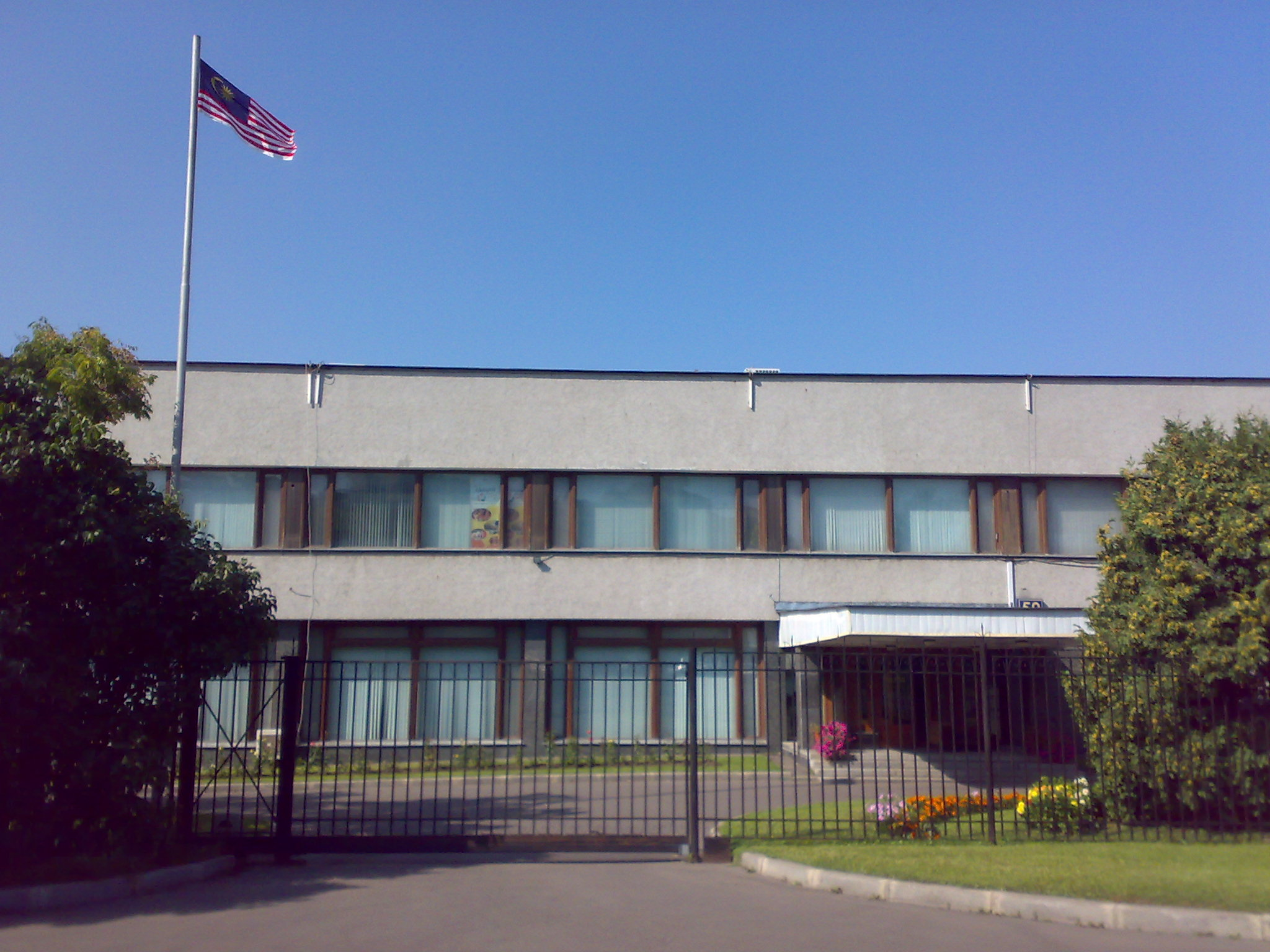
Посольство Малайзии в Москве

Список дипломатических миссий Малайзии — дипломатические отношения с другими государствами Малайзия начала устанавливать с 1957 года, когда обрела независимость. Первоначально в её МИДе работали 11 британских и австралийских специалистов. Первые посольства этой страны были открыты в Лондоне, Бангкоке, Канберре, Джакарте и в Вашингтоне. В 1963 году Малайзия имела уже 14 зарубежных представительств, в 1965 году — 21, а в 2008 году — 106. В странах — членах Британского содружества, в которое входит и Малайзия, её дипломатические представительства возглавляет «высший комиссар» в ранге посла.

## Европа
- Вена (посольство)
- Брюссель (посольство)
- Сараево (посольство)
- Лондон (высший комиссариат)
- Берлин (посольство)
  - Франкфурт-на-Майне (генеральное консульство)
- Дублин (посольство)
- Мадрид (посольство)
- Рим (посольство)
- Приштина (миссия связи)
- Варшава (посольство)
- Бухарест (посольство)
- Москва (посольство)
- Белград (посольство)
- Киев (посольство)
- Будапешт (посольство)
- Хельсинки (посольство)
- Париж (посольство)
- Гаага (посольство)
- Загреб (посольство)
- Прага (посольство)
- Берн (посольство)
- Стокгольм (посольство)

## Северная Америка
- Оттава (высший комиссариат)
  - Ванкувер (генеральное консульство)
- Гавана (посольство)
- Мехико (посольство)
- США Вашингтон (посольство)
  - Лос-Анджелес (генеральное консульство)
  - Нью-Йорк (генеральное консульство)

## Южная Америка
- Буенос-Айрес (посольство)
- Бразилиа (посольство)
- Каракас (посольство)
- Лима (посольство)
- Сантьяго (посольство)

## Африка
- - Алжир (посольство)
- Аккра (высший комиссариат)
- Конакри (посольство)
- Каир (посольство)
- Хараре (посольство)
- Найроби (высший комиссариат)
- Триполи (посольство)
- Рабат (посольство)
- Виндхук (высший комиссариат)
- Абуджа (высший комиссариат)
- Дакар (посольство)
- Хартум (посольство)
- Претория (высший комиссариат)

## Азия
- Дакка (высший комиссариат)
- Манама (посольство)
- Бандар-Сери-Бегаван (высший комиссариат)
- Ханой (посольство)
  - Хошимин (генеральное консульство)
- Восточный Тимор, Дили (посольство)
- Нью-Дели (высший комиссариат)
  - Мумбай (генеральное консульство)
  - Ченнай (генеральное консульство)
- Джакарта (посольство)
  - Медан (генеральное консульство)
  - Паканбару (консульство)
  - Понтианак (консульство)
- Тегеран (посольство)
- Сана (посольство)
- Амман (посольство)
- Алматы (посольство)
- Пном-Пень (посольство)
- Доха (посольство)
- Пекин (посольство)
  - Гуанчжоу (генеральное консульство)
  - Куньмин (генеральное консульство)
  - Гонконг (генеральное консульство)
  - Сиань (генеральное консульство)
  - Шанхай (генеральное консульство)
- Эль-Кувейт (посольство)
- Вьентьян (посольство)
- Бейрут (посольство)
- Янгон (посольство)
- Катманду (посольство)
- Абу-Даби (посольство)
  - Дубай (генеральное консульство)
- Маскат (посольство)
- Исламабад (высший комиссариат)
  - Карачи (генеральное консульство)
- Эр-Рияд (посольство)
  - Джидда (генеральное консульство)
- Пхеньян (посольство)
- Сингапур (высший комиссариат)
- Дамаск (посольство)
- Тайбэй (торгово-экономическая миссия)
- Бангкок (посольство)
  - Сонгкхла (генеральное консульство)
- Анкара (посольство)
- Ашхабад (посольство)
- Ташкент (посольство)
- Манила (посольство)
  - Давао (генеральное консульство)
- Коломбо (высший комиссариат)
- Сеул (посольство)
- Токио (посольство)

## Океания
- Канберра (высший комиссариат)
  - Перт (генеральное консульство)
- Веллингтон (высший комиссариат)
- Папуа-Новая Гвинея, Порт-Морсби (высший комиссариат)
- Сува (высший комиссариат)

## Международные организации
- - Брюссель — постоянная миссия при ЕС
  - Женева — постоянная миссия при учреждениях ООН
  - Нью-Йорк — постоянная миссия при ООН